# Прілепська битва
Прілепська битва (болг. Битка при Прилеп) — військове зіткнення під час Першої Балканської війни, яке відбулося 3 листопада 1912 року. Об'єднання сербської армії натрапили на османські війська недалеко від міста Прілеп (що нині знаходиться на території Республіки Македонії). Протистояння тривало протягом трьох днів, в результаті чого османська армія була розбита і змушена відступити.
Погана погода і розбиті дороги затруднювали переслідування турок з боку військ 1-ї армії після битви під Куманово. Моравська дивізія була змушена рухатися попереду Дрінської дивізії. 3 листопада, коли лив дощ, ар'єргард Моравської дивізії був зустрінутий вогнем з боку 5-го корпусу Кара Саїд-паші, який тримав позиції на північ від міста Прілеп. Так розпочалася триденна Прілепська битва. Коли Дрінська дивізія прибула на поле бою, серби отримали значну перевагу в чисельності, змусивши турків відступити на південь від міста.
5 листопада серби просунулися на південь від Прілепа, знову потрапивши під турецький вогонь з укріплених позицій на висотах біля дороги в Бітола. Багнети і ручні гранати давали сербам перевага в рукопашних боях, але їм знову знадобилася більша частина дня, щоб змусити османів відступити.
Артилерія могла б надати підтримку османам, але вона була кинута в таборі на південь від Прілепа. Серби, в свою чергу, продемонстрували таку ж відсутність тонкоті в своїх піхотних атаках, які були причиною важких втрат серед бійців, причому як під час Балканських воєн, так і Першої світової війни. Під час цього бою 1-ша сербська армії залишилася був без особистої присутності її командувача, кронпринца Александра I Карагеоргієвича. Кронпринц захворів внаслідок суворих холодних і водночас вологих погодних умов, але тим не менш підтримував телефонний зв'язок зі своєю армією зі свого ліжка в таборі.
Швидкоплинні, запеклі сутички навколо Прілепа показали, що османи все ще здатні протистояти просуванню сербів через Македонію. Навіть після відмови від міста Прілеп, османський 5-й корпус наполегливо боровся на південь від міста. Чисельність і ентузіазм сербів переміг турків, але разом з цим вони понесли значні втрати. Турки втратили близько 300 чоловік, 900 було поранено і 152 були взяті в полон. У сербів ж було близько 2000 убитих і поранених. Дорога на південний захід до Бітола тепер була відкритою для сербів.